# TNT Sports (Estados Unidos)
TNT Sports (anteriormente conocida como Turner Sports y brevemente como Warner Bros. Discovery Sports) es la división de Warner Bros. Discovery (WBD) que se encarga de las transmisiones deportivas en el servicio de streaming de su empresa matriz Max y en sus diversos canales de cable en los Estados Unidos, como TBS, TNT y TruTV. También opera los medios de comunicación digitales en línea para la NCAA, la NBA, el PGA Tour y la PGA of America. TNT Sports opera, igualmente, el sitio web de noticias deportivas Bleacher Report, así como NBA TV en nombre de la NBA. Así mismo, posee una participación minoritaria en MLB Network.
Comenzó en la década de 1970 como la división deportiva de los canales de cable básicos de Turner Broadcasting System, con marcas separadas TNT Sports y TBS Sports para TNT y TBS, respectivamente. Luego se introdujo una marca Turner Sports unificada en 1995, seguida de la fusión de Turner Broadcasting con Time Warner en 1996. Luego, tras la adquisición de Time Warner por parte de AT&T en 2018, Turner Sports se combinó con CNN y AT&T SportsNet en una nueva división conocida como WarnerMedia News & Sports. En 2022, Warner Bros. Discovery se formó después de que AT&T escindiera WarnerMedia y este último se fusionara con Discovery, Inc., y Turner Sports pasó a llamarse posteriormente Warner Bros. Discovery Sports. Más tarde, la división pasó a llamarse TNT Sports en el otoño de 2023.
A escala internacional, la división pasó a denominarse Warner Bros. Discovery Sports Europe tras la fusión con Discovery, que operaba Eurosport. Después de un cambio de marca en 2023, Warner Bros. Discovery Sports Europe cambió el nombre de la división internacional a TNT Sports International, haciendo que ambas divisiones se conozcan como TNT Sports.

## Historia

### Como Turner Sports

Anterior logo de Turner Sports

La división comenzó en la década de 1970 como la división deportiva de los canales de cable básicos de Turner Broadcasting System, con marcas separadas TBS Sports y TNT Sports para TBS y TNT, respectivamente (desde 2022, esta marca sigue vigente hasta el día de hoy). En 1995, se comenzó a utilizar un cambio de marca unificado de Turner Sports, acompañado de una secuencia de introducción y cierre con la voz del presentador de CNN Headline News, Don Harrison, y música de Edd Kalehoff. En 1996, Turner Sports se convirtió en una división de Time Warner después de fusionarse con Turner Broadcasting System.
Turner Broadcasting también era propietaria de WPCH-TV, la antigua WTBS, que durante mucho tiempo retransmitió por televisión los partidos de los Bravos de Atlanta de las Grandes Ligas de Béisbol. La relación con WPCH terminó después de la temporada 2013 y la estación en sí se vendió en 2017.
En agosto de 2012, Turner Sports adquirió el sitio web de noticias deportivas Bleacher Report por 175 millones de dólares.
En 2018, Turner Sports lanzó un servicio de transmisión por suscripción como una rama de Bleacher Report, conocido como B/R Live. Estaría anclado en los derechos recientemente adquiridos por Turner para la Liga de Campeones de la UEFA, y al mismo tiempo incluiría contenido de la NCAA, NBA League Pass y otros.
Tras la adquisición de Time Warner por parte de AT&T en 2018, en marzo de 2019 se anunció que Turner Broadcasting System se disolvería y sus activos se distribuirían entre Warner Bros y dos nuevas unidades. Turner Sports se combinó con CNN y las redes deportivas regionales AT&T SportsNet en una nueva división conocida como WarnerMedia News & Sports, dirigida por el presidente de CNN, Jeff Zucker.
En octubre de 2020, Turner Sports anunció una asociación con DraftKings para ser el proveedor exclusivo de información diaria sobre apuestas deportivas y de fantasía para la mayoría de las propiedades de Turner Sports y Bleacher Report, excluyendo a la NBA debido a su acuerdo para toda la liga con el competidor FanDuel.

### Como TNT Sports
En 2022, se formó Warner Bros. Discovery con la escisión de WarnerMedia por parte de AT&T y su fusión con Discovery, Inc. A continuación, Turner Sports pasó a llamarse Warner Bros. Discovery Sports, siendo utilizada la marca también para la división que administra los activos deportivos europeos e internacionales existentes de Discovery, como Eurosport, Golf Digest y Global Cycling Network.
En enero de 2024, WBD cambió oficialmente el nombre de toda la división a TNT Sports; la marca ya se había utilizado para las redes de Turner Sports en Iberoamérica y también se había introducido recientemente en el Reino Unido como un cambio de marca de BT Sport después de que WBD adquiriera una participación mayoritaria en la emisora.
El 6 de febrero de 2024, TNT Sports anunció una empresa conjunta con ESPN Inc. y Fox Sports para ofrecer un servicio de streaming conocido como Venu Sports, que incluía los principales canales de deportes lineales de las tres organizaciones y los derechos de transmisión asociados, que se esperaba lanzarse en otoño de 2024. Posteriormente, tras una demanda realizada por el vMVPD FuboTV debido a preocupaciones antimonopolio y su apoyo por parte de Dish Network y DirecTV que causaron que se aplazara el lanzamiento del servicio, el 10 de enero de 2025, las tres empresas involucradas en la compañía conjunta dieron a conocer oficialmente que se cancelaría definitivamente el estreno de Venu Sports.
El 7 de marzo de 2024, WBD anunció un nuevo bloque nocturno y de horario estelar para TruTV, centrado en contenido de TNT Sports a partir del 11 de marzo. Esto incluirá transmisiones alternativas de eventos deportivos emitidos por sus redes hermanas, así como nuevos programas de estudio y programas deportivos. documentales y películas relacionadas. El vicepresidente de la división, Luis Silberwasser, afirmó que el bloque le daría a TNT Sports una presencia más «consistente» e «integral» en sus redes.